# Jean-Pierre Digard
Pour les articles homonymes, voir Digard.
Jean-Pierre Digard, né le 8 mai 1942, est un ethnologue et anthropologue français. Il est directeur de recherche honoraire du CNRS, spécialiste de l'Iran (notamment des tribus et du nomadisme) et de la domestication des animaux (en général, avec un intérêt particulier pour le cheval), et membre de l'Académie d'agriculture de France.

## Biographie
Licencié en sciences naturelles (1966) et diplômé de l'École pratique des hautes études VIe section (future École des hautes études en sciences sociales, EHESS) et du Centre de formation aux recherches ethnologiques (CFRE) de l'Institut d'ethnologie de l'université de Paris en 1969, Jean-Pierre Digard a préparé, sous la direction d'André Leroi-Gourhan et de Maxime Rodinson, et soutenu en 1973 un doctorat en ethnologie à l'université René Descartes-Paris V. 
Recruté comme chercheur au CNRS en 1971, il a d'abord été affecté au Musée de l'Homme. Directeur de recherche depuis 1984 puis directeur de recherche émérite de 2007 à 2022 , il a fondé et dirigé l'UPR « Sciences sociales du monde iranien contemporain » du CNRS de 1981 à 1993 et présidé la section 38 (anthropologie) du Comité national de la recherche scientifique de 1995 à 2000. Depuis, il est membre de l'UMR « Mondes iranien et indien » devenue CeRMI/Centre de Recherche sur le Monde Iranien en 2020 (CNRS-EPHE-INaLCO-Sorbonne nouvelle), membre associé de l'IDEMEC (Institut d'ethnologie méditerranéenne, européenne et comparative) d'Aix-en-Provence, et membre du conseil de rédaction des revues Anthropology of the Middle-East (International Union of the Anthropological and Ethnological Sciences), Anthropozoologica (Muséum national d'histoire naturelle) et L'Homme (EHESS, jusqu'en 2016). Il a en outre enseigné et dirigé des thèses à l'EHESS, à la Sorbonne nouvelle et à l'université de Provence à Aix.
En 2002, il a été commissaire de l'exposition "Chevaux et cavaliers arabes dans les arts d'Orient et d'Occident" à l'Institut du Monde arabe à Paris. En 2011-2012, il a été chargé d'une mission de préfiguration d'un nouveau musée du cheval dans les Grandes Écuries du Domaine de Chantilly. En 2018, il a été commissaire général de l'exposition « Des animaux et des gendarmes » au musée de la Gendarmerie nationale à Melun (février-décembre 2019).
Ses principales recherches portent sur l'ethnologie de l'Iran, notamment de la tribu nomade des Bakhtyâri où il a effectué entre 1965 et 2005 de nombreux séjours prolongés, et sur l'anthropologie de la domestication animale et des relations homme-animaux domestiques, cheval plus particulièrement. Sur ces sujets et d'autres (jazz, etc.), il a publié 27 ouvrages, 455 articles et 496 comptes rendus critiques d'ouvrages, des rapports, etc. 

### Distinctions
- Chevalier de l'ordre du Mérite agricole

Il est lauréat de la Fondation de la Vocation (1967), de l'Académie française (1990) et de l'Académie vétérinaire (1994), chevalier de l'ordre du Mérite agricole (2005) et membre de l'Académie d'agriculture de France (2013). Il a été dédicataire de deux volumes d'hommage, le premier par des collègues iraniens, sous la direction de Mohammad Hosseyn Pâpoli-Yazdi, aux éditions Amir Kabir à Mashhad (Iran) en 1389 (2010), le second sous la direction de Christian Bromberger et Azadeh Kian, De l’Iran au jazz, à cheval, chez CNRS Éditions en 2015.

## Publications principales
- « Histoire et anthropologie des sociétés nomades : le cas d'une tribu d'Iran », Annales E. S. C., XXVIIIe année, no 6, 1973, p. 1423-1435
- La Vie pastorale à Bonneval-sur-Arc (Haute-Maurienne), Grenoble, Centre alpin et rhodanien d'ethnologie, 1975
- (Avec Bernard Surugue) Iran-Baxtyâri, Nomades de la Montagne, disque-album L.P. 30cm-33tpm., livret illustré en français, anglais et persan, 7 p., Collection "tradition orale" Selaf-Orstom CETO 747, (disponible aussi en audio-cassette et numérisé sur CD en 2018), 1975
- (Avec Christian Bromberger) « Pourquoi, comment des cartes ethnographiques de l'Iran ? », Objets et Mondes, t. XV, fasc. 1, 1975, p. 7-24
- « Perspectives anthropologiques sur l'islam », Revue française de sociologie, vol. XIX, no 4, p. 497-523
- (Codir.) Pastoral production and society, Cambridge ; New York ; Melbourne, Cambridge university press ; Paris, Éditions de la Maison des sciences de l'homme, 1979  (ISBN 0-521-29416-9)
- « La technologie en anthropologie : fin de parcours ou nouveau souffle ? », L'Homme, t. XIX, no 1, 1979, p. 73-104
- Techniques des nomades Baxtyâri d'Iran, Cambridge ; New York ; Melbourne, Cambridge university press ; Paris, Éditions de la Maison des sciences de l'homme, 1981  (ISBN 2-901725-30-9)
- (Dir.) Le Cuisinier et le philosophe : hommage à Maxime Rodinson : études d'ethnographie historique du Proche-Orient, Paris, Maisonneuve et Larose, 1982  (ISBN 2-7068-0818-7)
- (Dir.) Techniques moyen-orientales, n° spécial de Techniques et culture, no 8, 1986
- Jeux de structures. Segmentarité et pouvoir chez les nomades Baxtyâri d'Iran, L'Homme, no 102, 1987, p. 12-53
- (Dir.) Le Fait ethnique en Iran et en Afghanistan, Colloque international du Centre national de la recherche scientifique, Ivry-sur-Seine, 10 et 11 oct. 1985, Paris, Éditions du CNRS, 1988  (ISBN 2-222-04095-7)
- « Des Ethnologues chez les ayatollahs. Approches ethnologiques de la révolution iranienne », Revue française de science politique, vol. XXXVIII, no 5, 1988, p. 783-794
- (Dir.) Des Chevaux et des hommes, équitation et société, actes du 1er Colloque Sciences sociales de l'équitation, Avignon 21-22 janvier 1988, Lausanne, Caracole ; Avignon, Réalisations municipales gestion ; Paris, Diffusion Interforum, 1988  (ISBN 2-8289-0326-5)
- L'Homme et les animaux domestiques : anthropologie d'une passion, Paris, Fayard, « Le Temps des sciences » 1990, rééd. 2009  (ISBN 978-2-213-64370-0)

- Prix Jacques-Lacroix 1990 de l’Académie française
- (Coll.) Les Études sur le monde arabe et musulman en France: contribution à un état des lieux - propositions, Aix-en-Provence, Association française pour l'étude du monde arabe et musulman, 1990
- (Codir. avec Pierre Bonte, Michel Izard, Marion Abélès, Philippe Descola, Catherine Duby, Jean-claude Galey, Jean Jamin et Gérard Lenclud) Dictionnaire de l'ethnologie et de l'anthropologie, Paris, PUF, 1991, rééd. revue et augmentée, PUF, coll. « Quadrige », 2000  (ISBN 2-13-050687-9)
- Le Cheval, force de l'homme, Paris, Gallimard, « Découvertes Gallimard / Histoires naturelles » (no 232), 1994 (prix de l'Académie vétérinaire de France et prix Pégase)  (ISBN 2-07-053205-4)
- (Codir. avec Jean-Louis Gouraud), Le Cheval : romans et nouvelles, anthologie comprenant des textes de Léon Tolstoï, Eugène Sue, Theodor Storm et al., dessins de Crafty, Paris, Omnibus, 1995  (ISBN 2-258-04006-X)
- (Avec Bernard Hourcade et Yann Richard) L'Iran au XXe siècle, Paris, Fayard, 1996  (ISBN 2-213-59722-7) ; rééd. Paris, le Grand livre du mois, 2003  (ISBN 2-7028-8503-9) ; nouvelle éd. revue et mise à jour sous le titre : L'Iran au XXe siècle : entre nationalisme, islam et mondialisation, Paris, Fayard, 2007  (ISBN 978-2-213-63210-0)
- Les Français et leurs animaux, Paris, Fayard, 1999  (ISBN 2-213-60307-3) ; rééd. sous le titre Les Français et leurs animaux : ethnologie d'un phénomène de société, Paris, Hachette littératures, « Pluriel : ethnologie », 2005  (ISBN 2-01-279210-3)
- « Chah des chats, chat de shah ? Sur les traces du chat persan », in : Daniel Balland (dir.), Hommes et terres d'Islam. Mélanges offerts à Xavier de Planhol, Téhéran, Institut français de recherche en Iran (« Bibliothèque iranienne », t. LIII), 2000, vol. I, p. 321-328
- (Avec Pascal Picq, Boris Cyrulnik et Karine Lou Matignon) La Plus belle histoire des animaux, Paris, Seuil, 2000, rééd. Seuil coll. « Points »  (ISBN 2-02-040713-2)
- Jean-Pierre Digard, « Les courses de chevaux en France : Un jeu/spectacle à géographie variable », Études rurales, nos 157-158,‎ 2001, p. 95-106 (DOI 10.4000/etudesrurales.31 )
- (Dir.) Chevaux et cavaliers arabes dans les arts d'Orient et d'Occident, Paris, Institut du Monde arabe/Gallimard, 2002  (ISBN 2-07-011743-X)
- Le Cheval, histoire d'une conquête, Paris, Gallimard jeunesse, « Les racines du savoir : nature », 2003  (ISBN 2-07-055234-9)
- « Les animaux révélateurs des tensions politiques en République islamique d’Iran », Études rurales, no 165-166, 2003, p. 123-132 ; Courrier de l'environnement de l'INRA, no 51, 2004, p. 89-94.
- Une histoire du cheval : art, techniques, société, Arles, Actes Sud, 2003 (prix Centauriades)  (ISBN 2-7427-4433-9) ; nouvelle éd. revue et corrigée, 2007  (ISBN 978-2-7427-6483-9)
- Recherche scientifique: le défi francophone, Paris, Société des Gens de Lettres, 2004
- « La construction sociale d'un animal domestique : le pitbull », Anthropozoologica, vol. XXXIX, no 1, 2004, p. 17-26
- (Avec Anne-Sophie Vivier) « Les transformations des campagnes iraniennes : continuités et ruptures », Les Cahiers de l'Orient, no 79, 2005, p. 75-94
- (Codir. avec Bernard Denis et Jean-François Courreau) Le Chien: domestication, raciation, utilisations dans l'histoire, Paris, Société d'Ethnozootechnie/Société centrale canine / Institut national de l'Animal de compagnie, 2006  (ISBN 2-901081-66-5)
- « L'Iran des nomades : changements récents et avenir », Mondes et cultures. Compte rendu annuel des travaux de l'Académie des sciences d'outre-mer, t. LXVI, no 1, 2006, p. 271-299
- « Éléments pour un bilan de l'ethnologie de l'Iran : trajets, apports, limites, perspectives », Nouvelle revue des études iraniennes, vol. I, no 1, 2008, p. 107-137
- (Avec Mohammad-Hossein Pâpoli-Yazdi) « Le pastoralisme mobile en Iran, ses variantes, leurs déterminants et leurs conséquences pour le développement », Études rurales, no 181, 2008, p. 89-102
- « Raisons et déraisons des revendications animalitaires. Essai de lecture anthropologique et politique », Pouvoirs. Revue française d'études constitutionnelles et politiques, no 131, 2009, p. 97-111
- Applied anthropology in Iran?, in : Shahnaz R. Nadjmabadi (dir.), Conceptualizing Iranian anthropology. Past and present perspectives, New York / Oxford, Berghahn Books, 2009, p. 135-142
- « À propos d'A propos d'Elly. Le mensonge à l'iranienne », Terrain, no 57, 2011, p. 36-47
- « Le tournant obscurantiste en anthropologie : de la zoomanie à l'animalisme occidentaux », L'Homme, n° 203-204, 2012, p. 555-578
- Une épopée tribale en Iran, des origines à la République islamique : les Bakhtyâri, Paris, CNRS Éditions, coll. « Bibliothèque de l'anthropologie », 2015, 428 p.  (ISBN 978-2-271-08120-9)
- « La menace animaliste : pourquoi ? comment ? jusqu'où ? Le regard d'un anthropologue », Le Déméter : économie et stratégies agricoles, 22e éd., 2016, p. 187-201
- « Les nomades sont-ils responsables du déboisement en Iran ? », Ethnozootechnie, no 100, 2016, p. 73-81
- « Les tribus nomades, les Bakhtyâri en particulier, et l’État iranien, des Qâjâr à la République islamique », Bulletin de l’Association de géographes français, 94e année, no 4, décembre 2017, p. 614-628
- L'animalisme est un anti-humanisme, Paris, CNRS Éditions, 2018, 127 p.  (ISBN 978-2-271-11594-2)
- (Avec Benoît Haberbusch) Des animaux et des gendarmes (catalogue d'exposition 1er février-27 octobre 2019), Melun, Musée de la Gendarmerie, 2019, 98 p.  (ISBN 978-2-9554441-4-6)
- Des chevaux, des hommes... et des femmes. Propos équestres légers ou sérieux, réjouissants ou fâcheux, Paris, Descartes et Cie, coll. "Essais", 2019, 276 p.  (ISBN 978-2-84446-338-8)
- " Un pan méconnu de la civilisation iranienne : son 'système domesticatoire' ", Studia Iranica, t. 48, fasc. 1, 2019, p. 121-142.
- (Codirection avec Bernard Denis) Histoire et actualité des Camélidés d'Afrique et d'Asie, Paris, Société d'Ethnozootechnie, 2019  (ISSN 0397-6572).
- Tristes topiques. Souvenirs anthropologiques, passions et questions, Paris, L'Harmattan, 2021, 200 p.  (ISBN 978-2-343-24223-1).